# BEAT COASTER〜FRIDAY EDITION〜
BEAT COASTER〜FRIDAY EDITION〜（ビート・コースター〜フライデー・エディション）はFM PORTのラジオ番組。DJはタカハシカナコが担当。通称「ビーフラ」。2004年10月から2012年3月まで放送された。

## 概要
月曜日～木曜日まで放送されている｢BEAT COASTER｣（DJ:島村仁）の金曜版。2004年9月まで放送されていた情報番組・｢イブニング・クルーズ～ポート・スクエア｣の後を受ける形で開始したもので、前番組同様、新潟市にあるCOZMIXビル1Fポートスクエアからの公開放送で始まった。オールリクエスト番組で、選曲は、ほぼリスナーからのリクエストによるもの。基本的に選曲の規制がないため、ジャニーズなどのアイドルグループの曲もかかっている。また、当番組では音楽のみならずアートや漫画・アニメなどのサブカルチャー情報を多く取り扱っていた。
番組当初は16:00-19:00までの放送であったが、「カローラ・スターレジデンス」終了に伴い、2006年1月から20:00までに放送枠が拡大した。また、これに伴って、全編ポートスクエアからの公開放送だったのが、18:00-20:00に変更となった。2007年2月9日公開放送の時間が、16:00-18:00に変わり、2008年11月7日に終了した。
2010年11月より、「TOWN CROSSING」のコーナーから独立した「話はずんで心はずんで“はずのみ”」が始まったため16:15に、2011年1月からは「Jam9〜俺たちの絆」が始まり開始時刻が16:30に繰り下がった。2011年4月からはさらに放送時間が短縮し、17:00スタートになる。2012年2月に「Jam9〜俺たちの絆」が終了したことにより、再び16:30開始に戻ったが、3月16日の番組内にて番組終了の発表があり、2012年3月30日に番組が終了した。

## コーナー
- FRIDAY ART（17:15 - 17:25）

県内のアートイベントなどを取り上げる。
- 朱鷺メッセ インフォメーション(17:35 - 17:40）
- MANGA APART （18:00 - 18:15）

自遊空間お奨めの漫画作品を紹介する。
- ビーフラ的ラジオ講座（19:00 - 19:15）

番組が注目した話題について独自の視点で紹介するコーナー。主にサブカルチャーを取り扱う。
- SOUND MAGAZINE（19:20 - 19:40）

番組注目のアルバムをピックアップするコーナー。

### 過去のコーナー
- NEW SURPRISE!（16:15 - 16:20）

国内外の音楽ニュースを伝える。最後のニュース前に、そのアーティストの楽曲をオンエアする。

## LIFE INFORMATION

### 交通情報
- 16:56
- 17:32
- 18:18
- 18:40

（日本道路交通情報センターによる）

### 天気
- 16:54
- 17:56
- 18:56

### ニュース
- 18:32

（天気、ニュースはインフォメーション・アナウンサーによる）